# تشلخوویتسه
تشلخوویتسه (به چکی: Čelechovice) یک منطقهٔ مسکونی در جمهوری چک است که در ناحیه پرروف واقع شده‌است. تشلخوویتسه ۲٫۱۳ کیلومتر مربع مساحت و ۱۰۰ نفر جمعیت دارد و ۲۳۷ متر بالاتر از سطح دریا واقع شده‌است.